# Hexatoma austera
Hexatoma austera là một loài ruồi trong họ Limoniidae. Chúng phân bố ở miền Tân bắc.